# 光恩寺 (群馬県千代田町)
光恩寺（こうおんじ）は、群馬県千代田町赤岩にある高野山真言宗の寺院。

## 歴史
寺伝によれば、雄略天皇が穴穂宮のために、全国に勅して建立させた九ヶ寺の一つとされている。推古天皇11年（603年）には秦河勝が勅使として当寺に遣わされ、仏舎利三粒が納められたと伝わる。また同33年（625年）には高麗王より日本に遣わされた仏僧、恵灌が東国に仏法布教を行った際、この地域の豪族の請願を受けここを訪れ、三論を説き赤岩光恩寺を開いたとされている。
弘仁5年（814年）には弘法大師が諸国遊化を行った際当地に留まり、密教布教の道場として当寺を再興開山したと伝えられる。その際大師は自作の木彫地蔵を当寺に安置し、それにより「地蔵院」の院号を称するようになった。真言密教の寺院として、2019年現在の住職で84代を数える。
その後、兵火に罹り当寺は伽藍を失うも、元亨元年（1321年）後醍醐天皇は源有国を勅使として派遣し、宇都宮公綱を奉行として、失われた伽藍を再建すると共に、7百貫の朱印と「赤岩山光恩寺」の称号を下賜した。
寺の最盛期は弘仁から元亨の間と云われ、16坊の僧院、3,000余もの末寺を擁し、地域の豪族の氏寺として栄えた。しかし永享12年（1440年）の結城合戦で堂宇は再び兵火に罹り、悉く灰燼となってしまった。
慶安元年（1648年）徳川家光は当寺に寺領として高16石8斗余を与え、山林諸役等を免除している。
宝永年間（1704年）の記録では末寺数76ヶ寺。文政13年（1830年）、雷火に打たれ本堂、庫裏、疱瘡神堂、仁王門まで焼失。天保14年（1843年）に本堂を上棟した。文久2年（1862年）に再建完了するが、慶応2年（1866年）再び火災により伽藍を失った。
2019年現在の本堂は1883年（明治16年）に造営され、時を同じくして客殿、荻野吟子生家の長屋門が移築された。明治維新で寺院が統廃合された結果、末寺数26となった。1978年（昭和53年）に阿弥陀堂が再建され、平成時代には弘法大師堂建立、本堂竜王天井画完成、長屋門保存修理、釈迦如来涅槃堂建立が行われた。

## 文化財

### 重要文化財（国指定）
銅五種鈴
鎌倉時代作と推定される密教宝具の鈴で、鋳銅製で高さは約20cm。宝珠鈴、宝塔鈴、五鈷鈴、三鈷鈴、独鈷鈴の5種が五口一具として製作されたもので、皆具で伝来している貴重な例である。装飾性も高く、華麗な蓮華唐草文を中心に連珠文・独鈷杵文・三鈷杵文が鈴身に表されており、五口すべて鈴身内部に「赤」の一字が朱書きされている。2007年（平成19年）6月8日指定。

### 県指定重要文化財

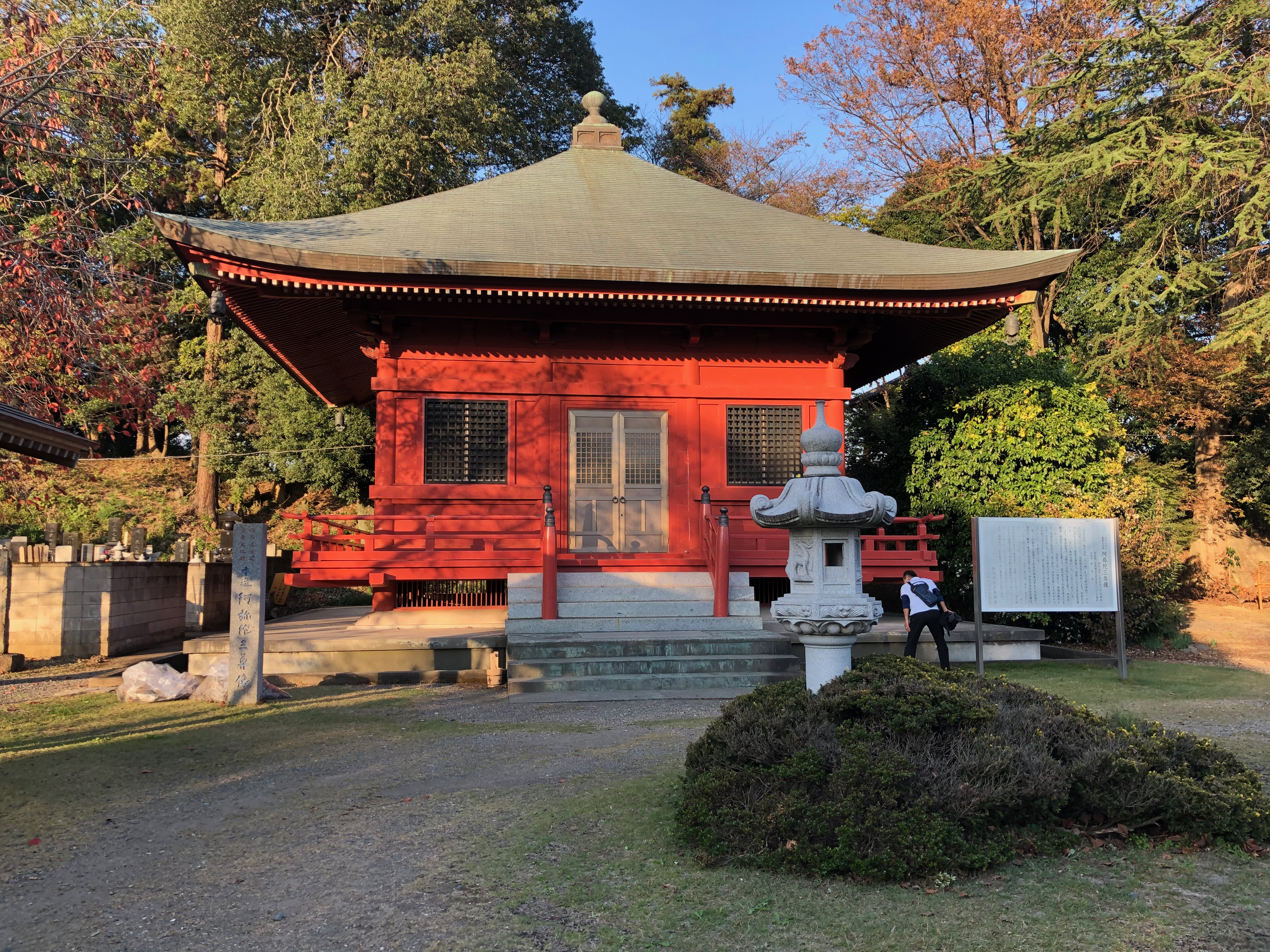
阿弥陀堂

阿弥陀三尊像
中尊に阿弥陀如来、脇侍に観音・勢至を祀り、鎌倉時代初期の作とされる。阿弥陀坐像は高さ240cm、手に定印を結ぶ如来型で、寄木造、玉眼、金泥を塗り、定朝様式の傑作とされる。両菩薩立像は高さ159cm、宋朝風。来歴は詳しく伝わらないが、堂山伝記では、弘法大師が草堂を建て、末代まで凡夫を導きたまえと三尊を安置したと記されている。また、佐貫氏の氏寺であったことから、佐貫氏を大檀那として制作された可能性もある。結城合戦の際、阿弥陀堂も戦火に襲われたが、三尊は歩き出して自ら難を逃れたとの言い伝えもあり、「堂山焼け出しの弥陀」とも呼ばれるようになった。

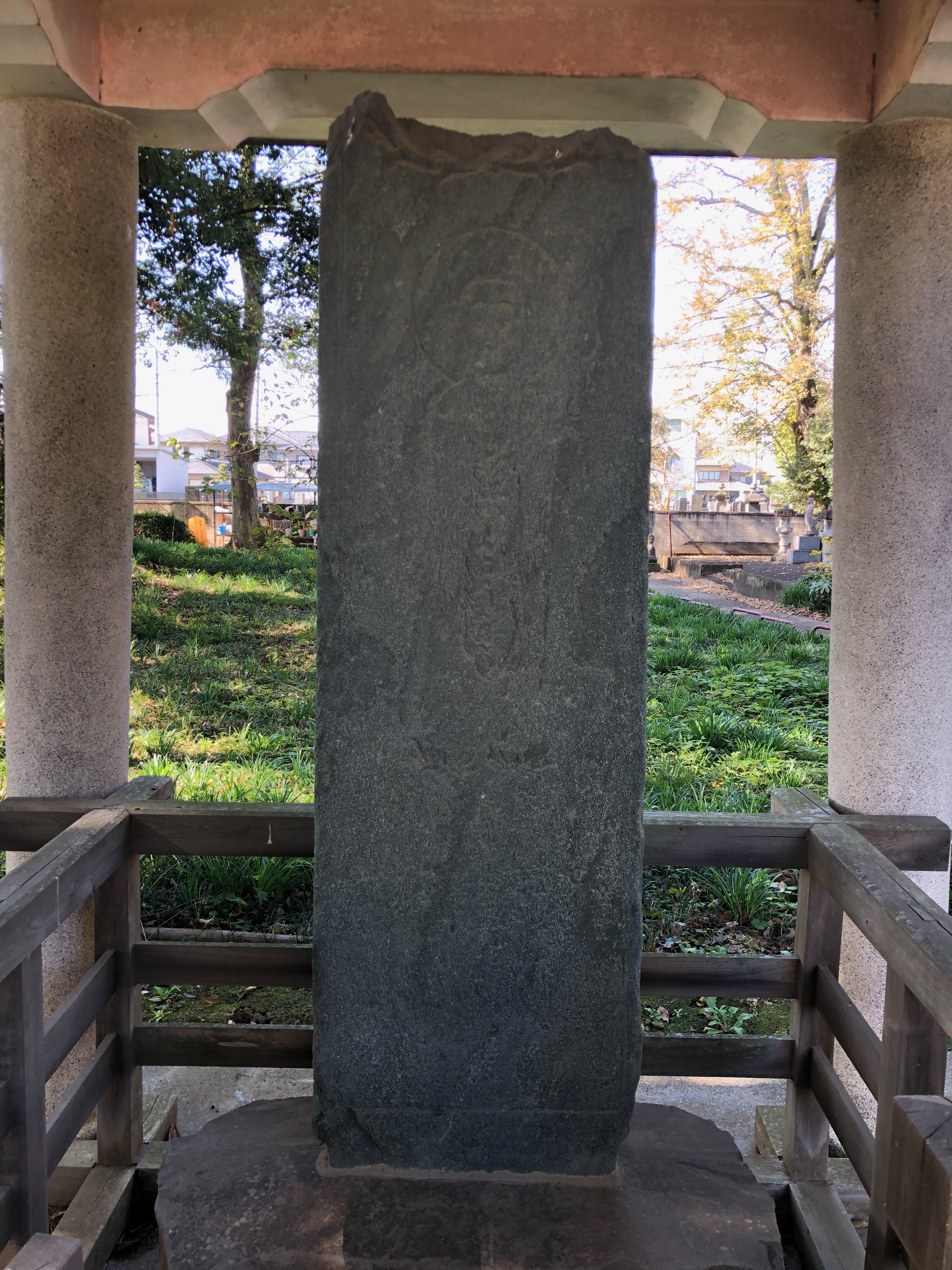
地蔵菩薩画像板碑
文永8年（1271年）の建立で、画像板碑としては日本最古に属する。俗に弘法大師「爪引き地蔵」の愛称で親しまれ、子供が生まれて乳が出ない家は、この地蔵にお詣りし、碑石をかき粉にして飲めば乳が出る、とされ信仰を集めた。「内秘菩薩行、外現比丘相、左手持宝珠、右手執錫杖、安住千葉青蓮花」の形相で立つ地蔵菩薩が刻まれ、その下には「大檀那阿闍梨幸海」の他19人の名前が刻まれている。

### 町指定重要文化財

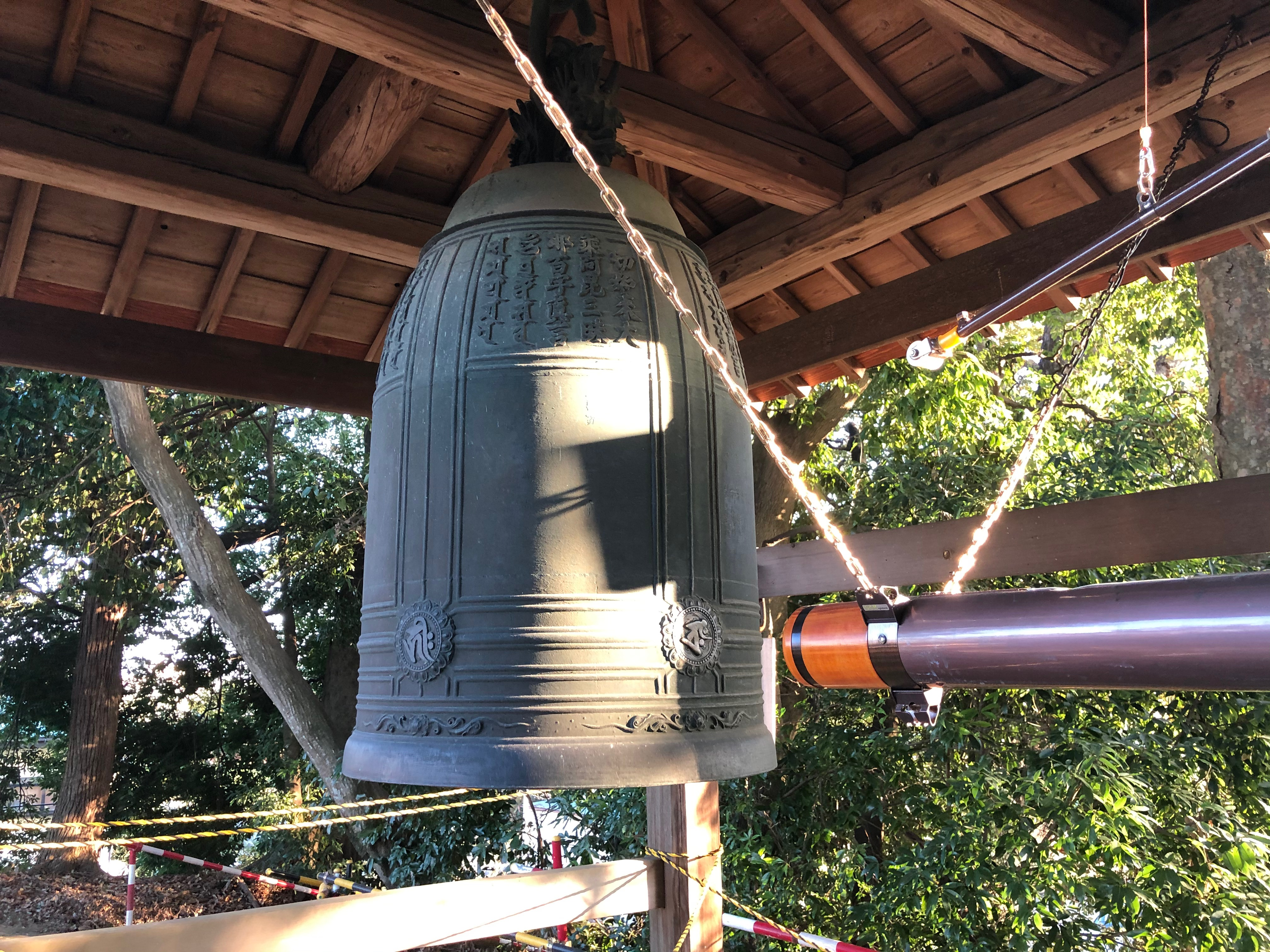
梵鐘
元禄16年（1703年）9月に作成され、江戸神田鍋町冶工粉屋三宅久左衛門宗信の銘がある。撞座に金剛界五仏の種子が記され、乳の間には梵字百字真言が鋳出されている。元禄文化の一端を知りうる貴重な作品で、第二次世界大戦中の戦略物資としての供出も免れた。1945年に国の重要美術品に認定されている。鐘楼は後述する赤岩堂山古墳の後円部上に配置されている。

### 登録有形文化財

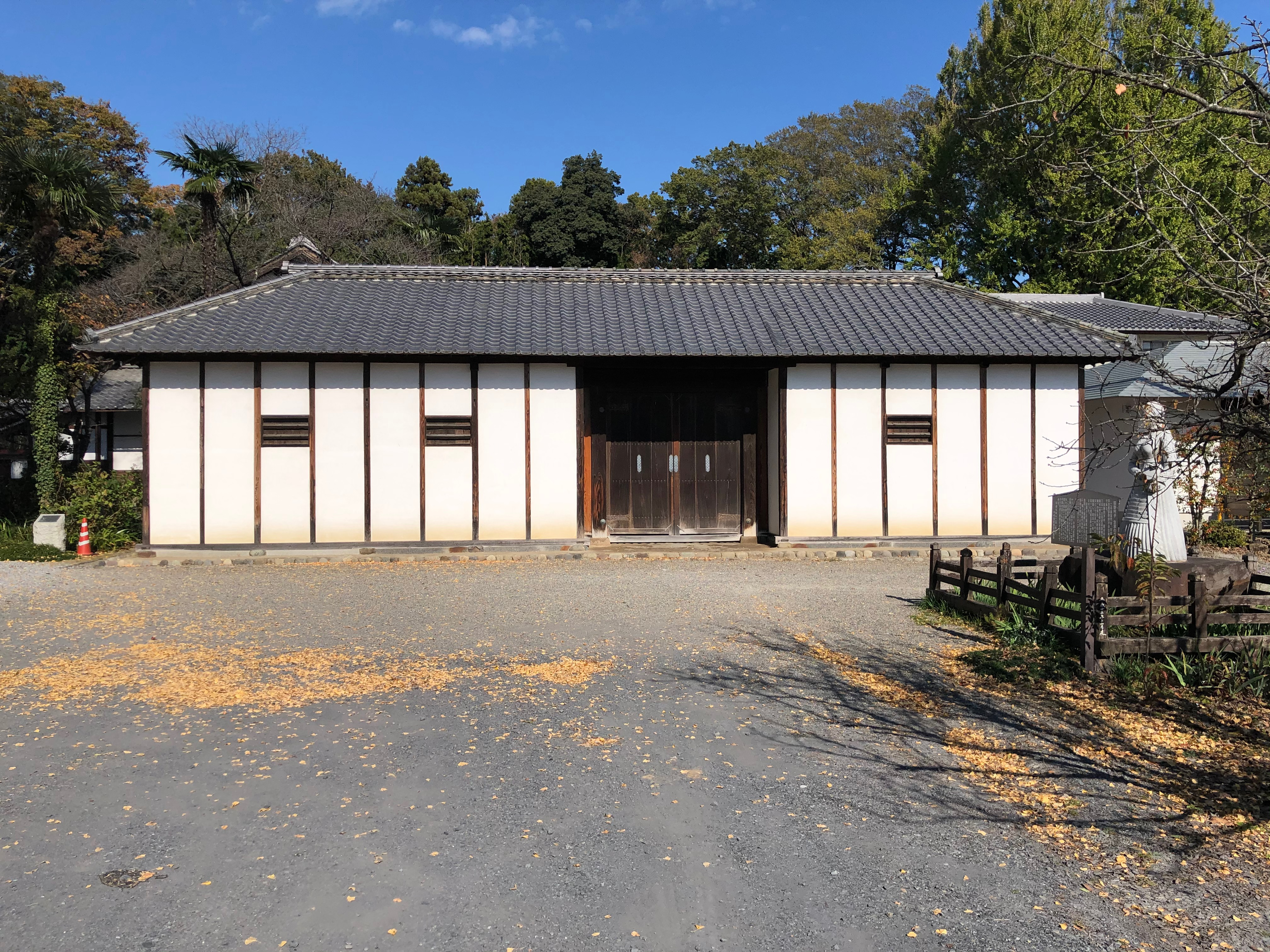
長屋門

石蔵
昭和前期の建築。客殿の東方妻側に接して建つ。大谷石を用いた石造二階建、瓦葺、東西棟、平入で建築面積は40㎡。南側に半間ほどの庇を持ち蔵前とし、2階南側に小庇付きの窓を2つ持つ。1999年（平成11年）2月17日登録。
客殿
明治期の建築で、木造平屋建、瓦葺、切妻造、東西棟で建築面積62㎡。長屋門を入った突き当たりにあり、庫裏の北東隅に接続する。山を背にして南面に庭園を造り、庭園側に縁側を張り出した離れ座敷となっている。1999年（平成11年）2月17日登録。
庫裏
江戸末期（天保〜慶応期）の建築で、木造平屋建、瓦葺、建築面積400㎡。長屋門背後の本堂寄りに、架構に特徴がある大きな妻を見せて建つ。慶応2年（1866年）の火災で堂宇を失った際、館林藩の家老岡谷繁実が、彼の門人であった豪農の荒川弥五左衛門弘文に自宅の寄進を勧め弘文も承諾、移築されたものである。1999年（平成11年）2月17日登録。
長屋門
江戸末期（天保〜慶応期）の建築で、木造平屋建、寄棟瓦葺、真壁造り、建築面積83㎡。日本で最初の女医となった荻野吟子の、埼玉県大里郡妻沼町の生家から、檀家の斡旋により移築したもの。移築時期は明確ではないが、1890年（明治23年）の境内図にも描かれており、それ以前の移築と見られる。1999年（平成11年）2月17日登録。

### その他
蛇剣
1917年（大正6年）刊行の邑楽郡誌に、『寛弘年間、三条小鍛冶宗近作』と記されている蛇剣が寺宝として伝わっている。伝説によると、宗近が目の病に罹り視力を失った際、上野国に行き当寺の薬師に祈れば快癒するとの霊夢を見た。宗近が薬師堂に籠り21日の勤行を行うと、はたして目が見えるようになり、喜んだ宗近が打って奉納した一振りがこの蛇剣だという。後日、この刀は盗難にあったが、盗賊の前では刀はたちまち蛇の形に姿を変え、盗賊たちは持ち去ることができず、刀を足利付近の河原に捨てた。住職が引き取りにくると、蛇は再び刀の形に戻ったと伝わる。
玉石型板碑
高さ123cm、幅60cmほどの玉石型板碑で、石の一面が削られて阿弥陀の種子が刻み込まれている。他に、建武二年（1335年）七月十五日紀念銘と「賢阿逆修」の文字がある。
金剛・胎蔵竜王天井画
吉田左源二によって描かれた、70畳にもおよぶ大きさの竜王画で、日本屈指の大きさである。本堂内で本尊不動明王の上を舞うかのように、海底から天空へ昇る胎蔵竜王と天空から降りて来る金剛竜王が描かれている。
大雲輪請雨経
紺紙金銀泥の雨ごいの経典で、読み方は「だいうんりんしょううぎょう」。当寺では古くから雨ごいが修法され、後醍醐天皇の時代には、諸国の旱魃を鎮めるべく雨ごいの勅願があり、当寺が長良の湖水に祈って雨を得たことから、700貫の朱印を得たとされる。
赤岩堂山古墳
7世紀初頭築造と考えられる大型の前方後円墳で、邑楽館林地区では最大である。墳丘全長90m、うち後円部径48m前方部幅72m。

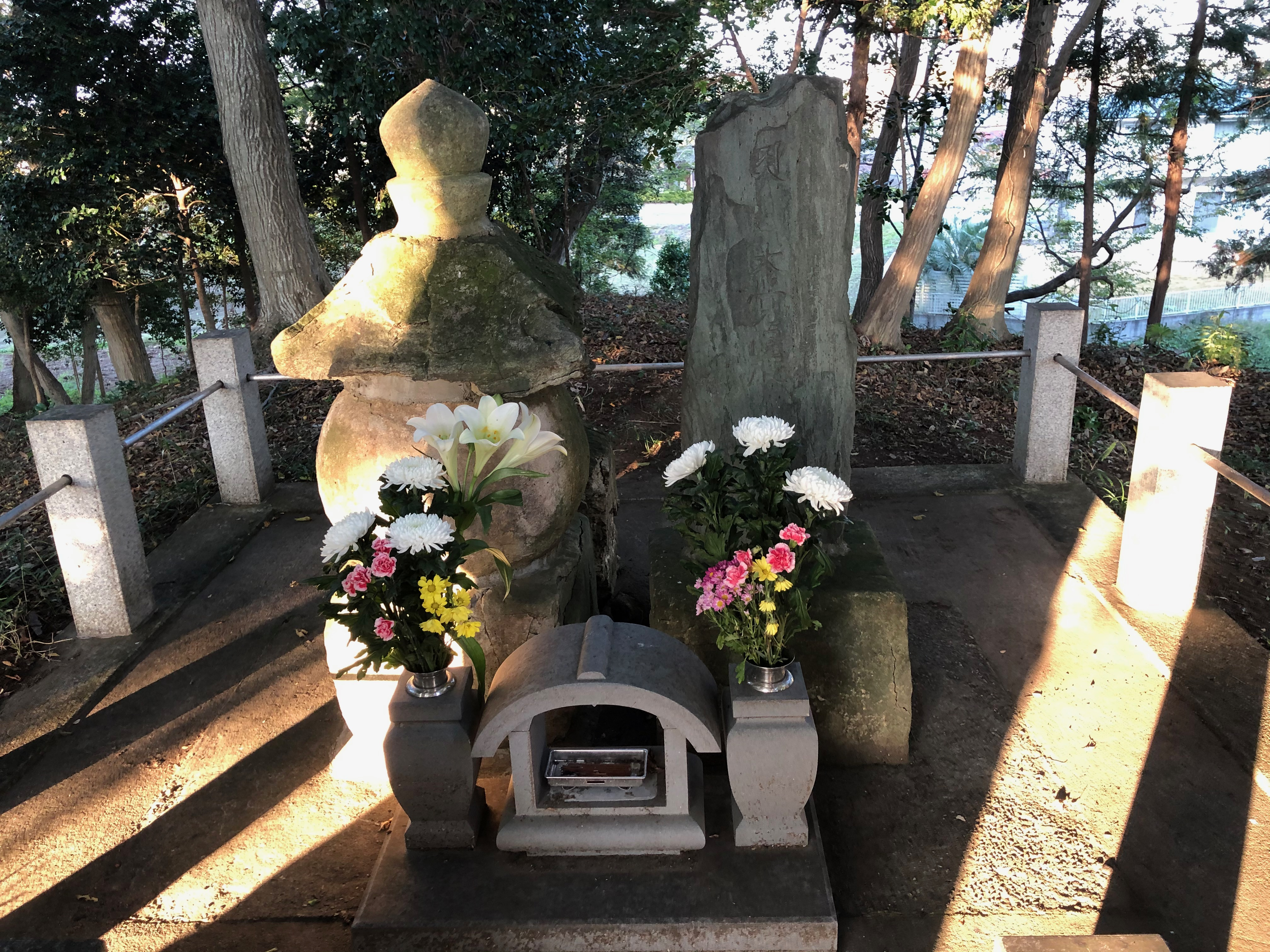
赤井照光 五輪塔
上記赤岩堂山古墳の前方部上に安置される五輪塔。15世紀半ば、上野赤井氏の赤井山城守照光は大袋城を経て館林城を本拠とし、当地赤岩を含む、かつて「佐貫庄」と呼ばれた館林周辺地域の土豪を組織化し、周辺は「館林領」と呼ばれるようになった。照光は天文14年（1545年）館林城で亡くなったが、「赤岩山は先祖の菩提寺なれば、我が骨は堂山に葬るべし」と言い遺し、堂山古墳上に葬られたのがこの五輪塔だと伝わる。

## 年中行事
1月元旦
修正会
1月3日〜4日
六算除・厄除大護摩執行
1月28日
初不動
2月3日
星祭り節分会
3月28日
春季不動尊大祭・火渡り
5月1日
阿弥陀三尊会
5月5日
お花祭り・水子供養
5月初巳
赤岩弁天祭
8月15日
孟蘭盆施餓鬼会
8月18日
川せがき
10月28日
秋季不動尊大祭
11月中旬
人形供養
12月31日
除夜の鐘

## 交通アクセス
自動車利用
東北自動車道（館林インターより30分）
関越自動車道（東松山インターより40分）
電車利用
東部伊勢崎線（館林駅下車/タクシー20分）
JR高崎線（吹上駅下車/タクシー25分）